# Kinderen van de adelaar
Kinderen van de adelaar is een boek van Johan Vandevelde en is het derde en laatste deel van de trilogie, waarvan het eerste boek bekroond is door de kinder- en jeugdjury.

## Samenvatting
Tientallen jaren na de kernoorlog blijft er van de aarde niets meer over dan een woestijn, waar drinkbaar water meer waard is dan een mensenleven. 
Boran, Mattia en Aura bevinden zich aan boord van het luxecruiseschip Nautilus, waarmee ze hopen Oceanië te bereiken, een land waarvan men zegt dat dat als enige gespaard is gebleven van de kernoorlog en waar een normaal leven nog mogelijk moet zijn. Niet alles verloopt van een leien dakje, want naast poging tot muiten aan boord van het schip is er ook nog een storm opgedoken.